# Superpuchar Jugosławii w piłce nożnej
Superpuchar Jugosławii w piłce nożnej (chorw. Nogometni Superkup Jugoslavije; serb. cyr. Суперкуп Југославије у фудбалу) – trofeum przyznawane zwycięskiej drużynie meczu rozgrywanego pomiędzy aktualnym Mistrzem Jugosławii oraz zdobywcą Pucharu Jugosławii w danym sezonie. Rozgrywki odbywały się w latach 1969, 1971 i 1989.

## Historia
W sezonie 1969 odbył się pierwszy oficjalny mecz o Superpuchar Jugosławii. Pierwszy pojedynek rozegrano 20 sierpnia 1969 roku. W tym meczu Crvena zvezda pokonała 4:1 Dinamo Zagrzeb. Tydzień później w rewanżu piłkarze ze stolicy znów wygrali 2:1 i zostali pierwszymi zwycięzcami trofeum. Po roku przerwy w 1971 roku odbyła się druga edycja. Crvena zvezda w dwumeczu znów była lepsza od Hajduka Split. Na następną edycję trzeba było zaczekać aż 18 lat. Dopiero 23 lipca 1989 odbyła się trzecia i ostatnia edycja Superpucharu, Partizan pokonał w rzutach karnych 5:4 po remisie 2:2 w czasie podstawowym FK Vojvodina. 

## Format
Mecz o Superpuchar Jugosławii rozgrywany był przed rozpoczęciem każdego sezonu. W przypadku remisu po upływie regulaminowego czasu gry natychmiast przeprowadzana była seria rzutów karnych.

## Zwycięzcy i finaliści
| Sezon                                                         | K   | K                                           | T | Zwycięzca     | Wynik        | Finalista      | Data, miejsce                                  | Uwagi          |
| Superpuchar Jugosławii (serb. Суперкуп Југославије у фудбалу) |     |                                             |   |               |              |                |                                                |                |
| 1969                                                          |     |                                             | 1 | Crvena zvezda | 4:1          | Dinamo Zagrzeb | 20.08.1969, Stadion JNA, Belgrad, 20.000       |                |
| 1969                                                          | 2:1 | 27.08.1969, Stadion u Maksimiru, Zagrzeb, ? | 1 | Crvena zvezda |              | Dinamo Zagrzeb |                                                |                |
| 1970                                                          |     |                                             |   |               |              |                |                                                | nie rozgrywano |
| 1971                                                          |     |                                             | 2 | Crvena zvezda | 1:0          | Hajduk Split   | 16.02.1972, Stadion Stari plac, Split, 16.000  |                |
| 1971                                                          | 4:2 | 20.02.1972, Marakana, Belgrad, 15.000       | 2 | Crvena zvezda |              | Hajduk Split   |                                                |                |
| 1972–1988                                                     |     |                                             |   |               |              |                |                                                | nie rozgrywano |
| 1989                                                          |     |                                             | 1 | Partizan      | 2:2 (k. 5:4) | FK Vojvodina   | 23.07.1989, Stadion Vojvodine, Nowy Sad, 8.000 |                |

Uwagi:

- wytłuszczono i kursywą oznaczone zespoły, które w tym samym roku wywalczyły mistrzostwo i Puchar kraju (dublet),
- wytłuszczono zespoły, które zdobyły mistrzostwo kraju,
- kursywą oznaczone zespoły, które zdobyły Puchar kraju.

## Statystyka

### Klasyfikacja według klubów
W dotychczasowej historii finałów o Superpuchar Jugosławii na podium oficjalnie stawało w sumie 5 drużyn. Liderem klasyfikacji jest Crvena zvezda, który zdobyła trofeum 2 razy.
Stan na 31.05.2022. 
| Lp. | Klub             | Zdobywca | Finalista     | Zwycięskie sezony | Przegrane finały |   |   |            |  |
| --- | ---------------- | -------- | ------------- | ----------------- | ---------------- | - | - | ---------- |  |
| Lp. | Klub             | 1.       | Crvena zvezda | Zwycięskie sezony | Przegrane finały | 2 | 0 | 1969, 1971 |  |
| 2.  | Partizan Belgrad | 1        | 0             | 1989              |                  |   |   |            |  |
| 3.  | Dinamo Zagrzeb   | 0        | 1             |                   | 1969             |   |   |            |  |
| 3.  | Hajduk Split     | 0        | 1             |                   | 1971             |   |   |            |  |
| 3.  | FK Vojvodina     | 0        | 1             |                   | 1989             |   |   |            |  |

### Klasyfikacja według miast
Stan na 31.05.2022.
| Miasto  | Liczba tytułów | Kluby                                   |
| ------- | -------------- | --------------------------------------- |
| Belgrad | 3              | Crvena zvezda (2), Partizan Belgrad (1) |

### Klasyfikacja według kwalifikacji
| Tytuł                       | Zwycięstw | Finałów |
| --------------------------- | --------- | ------- |
| Mistrz Jugosławii           | 1         | 2       |
| Zdobywca Pucharu Jugosławii | 2         | 1       |